# Ягофёров, Анатолий Николаевич
Анато́лий Никола́евич Ягоферов (укр. Анатолій Миколайович Ягоферов, 5 октября 1948, Конотоп, Сумская область) — бывший городской голова Луганска.

## Биография
Родился 5 октября 1948 года в городе Конотоп Сумской области.
В 1964 году начал работать на заводе ОР сначала был слесарем, потом мастером, старшим мастером, инженером-конструктором, начальником участка, заместителем начальника цеха, начальником тепловозосборочного цеха, директором тепловозного производства, заместителем главного инженера производственного объединения «Лугансктепловоз».
В 1972 году закончил Ворошиловградский машиностроительный институт, по специальности инженер-механик.
В 1983 году закончил Московского института управления имени С. Орджоникидзе факультет организаторов промышленного производства и строительства.
В 1987 году — стал генеральным директором производственного объединения «Гормашобогащение».
В 1991 году — стал директором «Луганского машиностроительного завода им. А. Я. Пархоменко».
В 1990 году — избран народным депутатом Украины.
С 30 октября по 24 ноября 1992 года — был первым заместителем Министра экономики Украины.
В 1993 году он стал кандидатом экономических наук.
В 1994 году — избран повторно народным депутатом Украины.
В 1997 году стал доцентом.
В 1998 году был избран луганским городским головой и был им до 2002 года.
С 26 августа 1998 года по 28 декабря 1999 года был советником Премьер-министра Украины
В 2002 году стал председателем правления Закрытого Акционерного Общества «Луганский машзавод им. Пархоменко» и остаётся им и сейчас.
В 2008 году был избран народным депутатом Украины от «Блока Юлии Тимошенко» (партия «Реформы и порядок»). В списке № 175. Дата принятия депутатских полномочий: 3 июня 2008 года.
Член партии «Реформы и порядок», глава Луганского филиала этой партии.